# レニ (映画)
『レニ』（ドイツ語: Die Macht der Bilder: Leni Riefenstahl、英語: The Wonderful, Horrible Life of Leni Riefenstahl）は、レイ・ミュラー (Ray Müller) 監督による1993年のドイツの映画で、ドイツの映画監督レニ・リーフェンシュタールの生涯についてのドキュメンタリー作品。

## 制作
リーフェンシュタールは、1936年のベルリンオリンピックのドキュメンタリー映画『オリンピア』や、国家社会主義ドイツ労働者党（ナチス）のプロパガンダ映画『信念の勝利』、『意志の勝利』、『自由の日 (Tag der Freiheit! – Unsere Wehrmacht) 』によって知られており、これらの作品は映画史の研究者たちによって、史上最も成功したプロパガンダ映画作品群であると認められている。
この映画は、1993年にアメリカ合衆国でも公開されたが、これはちょうど、リーフェンシュタールの自伝『回想』（ドイツ語: Memoiren、英語: Leni Riefenstahl's Memoiren）の英語版（1993年、ニューヨーク）の出版と、彼女の90歳の誕生日に合わせて行なわれた。自伝とこの映画は、無関係に取り組まれたものではなく、『レニ』を撮ろうというアイデアは、リーフェンシュタール自身から出されたもので、老齢を意識していた彼女は既に回顧録の執筆に取りかかっていたが、自分の人生についてのドキュメンタリーも制作しようと決意したのであった。
「ナチの映画監督」と関わることが憚られたため、このプロジェクトの提案は18社の映画制作会社から断られたが、ミュラーはリーフェンシュタールの映画を作ることに同意し、結果的に、契約された長さの3倍にあたる、3時間の長さに及ぶドキュメンタリー映画が制作された。
この映画の長さは、監督の決断によるものであり、ミュラーは、ナチ体制のために働いた8年間だけで終わらせるのではなく、彼女のパーソナリティを理解するために関係するより多くの興味深い話題や事実を取り上げ、リーフェンシュタールの生涯を公平に描こうとするためにはこれだけの長さが必要なのだと主張した。ミュラーによれば、彼女の歴史に関わる歴史的な素材を見せることで、リーフェンシュタール自身がこの映画で印象づけようとした彼女自身の強烈なイメージから外れたものを補い、鑑賞者がそれぞれ自分の判断を引き出しやすいようにしてあるのだという。『レニ』は、 人生の晩年を迎えた歴史上の人物の姿を捉えた作品である。全体を通して、この映画は、リーフェンシュタールが、若くして生み出した作品への後年における批判に、どう対処したのかを描いている。

## 評価
この映画は、批評家たちから強い反応を受けた。映画評論サイト Rotten Tomatoes では、95%のレーティングを得ている

「この映画は、実に様々な意味で魅力的である。尋常ではない特別な人生の話として、最も偉大な映画芸術家のひとりの経歴の再構成として、イデオロギー的論争の記録として、驚くべき老女の姿を描いた作品として。」ロジャー・イーバート『シカゴ・サンタイムズ』

「一貫して魅力的なドキュメンタリー...。この非常に意義深い映画は、理想を求める女性の寓話のような話であり、リーフェンシュタール女史も、まったく異なる世界でそのように振る舞い、それが悲惨な運命へとつながったのである。」ヴィンセント・キャンビー (Vincent Canby)『ニューヨーク・タイムズ』

## リリースと受賞
この映画には、ベルギー、イギリス、ドイツの映画制作会社が出資し、アメリカ合衆国、日本、カナダ、フランスの会社が配給した。1993年のトロント国際映画祭でプレミア上映され、その後、いくつかのアメリカ合衆国における映画祭でも上映された。
アメリカ合衆国でテレビ放映された際には、PBSなどで、午後8時からのプライム・タイムに放送された。ドイツやオーストリアでは、テレビ放映に反対する動きもあり、放送時間も午後11時以降の深夜帯となった。この作品は1993年の国際エミー賞を、アート・ドキュメンタリー部門で受賞した。レイ・ミュラー監督は、1994年のシアトル国際映画祭でゴールデン・スペース・ニードル賞 (the Golden Space Needle Award) を受賞した。この作品は、優れたドキュメンタリー映画を対象とする選定リストにしばしば選出されている。ドイツでは、この映画がエミー賞を受賞したことはめったに言及されない。